# Кели Ръдърфорд
Кели Ръдърфорд (на английски: Kelly Rutherford) (родена на 6 ноември 1968 г.) е американска актриса. Известна с ролите си на Меган Люис в „Мелроуз Плейс“ (1996 – 1999) и Лили ван дер Уудсън в „Клюкарката“ (2007 – 2012).